# Гергард Біліг
Гергард Біліг (нім. Gerhard Bielig; 28 квітня 1916, Берлін — 29 вересня 2004, Нойс) — німецький інженер підводного флоту, капітан-лейтенант-інженер крігсмаріне. Кавалер Лицарського хреста Залізного хреста.

## Біографія
8 квітня 1934 року вступив на флот. В жовтні 1937 року переведений в підводний флот інженером. З січня 1938 по березень 1940 року — головний інженер підводного човна U-20, на якому взяв участь у 8 походах, провівши в морі в цілому 101 день. З липня 1940 по грудень 1941 року — головний інженер підводного човна U-103 (5 походів, 253 дня в морі), а з березня 1942 по жовтень 1943 року — U-177 (2 походи, 310 днів у морі). Після того як човен отримав важкі ушкодження від скинутих противником глибинних бомб, в жовтні 1943 року в призначений інструктором в 2-у підводну навчальну дивізію, а в грудні 1944 року переведений в технічну навчальну групу. В травні 1945 року взятий в полон. 15 лютого 1947 року звільнений і незабаром влаштувався на роботу в фірму Brinker. З 1953 року — старший інженер фірми Germanischer Lloyd. В квітні 1977 року вийшов на пенсію.

## Сім'я
16 листопада 1944 року одружився з Маріанною Бастіан. В пари народились сини Детлеф (1948) і Франк (1949). Разом з дружиною Біліг активно займався танцювальним спортом.

## Звання
- Кандидат в офіцери-інженер (8 квітня 1934)
- Морський кадет (26 вересня 1934)
- Фенріх-цур-зее-інженер (1 липня 1935)
- Оберфенріх-цур-зее-інженер (1 січня 1937)
- Лейтенант-цур-зее-інженер (1 квітня 1937)
- Оберлейтенант-цур-зее-інженер (1 квітня 1939)
- Капітан-лейтенант-інженер (1 жовтня 1941)

## Нагороди
- Медаль «За вислугу років у Вермахті» 4-го класу (4 роки)
- Нагрудний знак підводника (17 жовтня 1939)
- Залізний хрест
  - 2-го класу (23 листопада 1939)
  - 1-го класу (21 жовтня 1940)
- Німецький хрест в золоті (9 грудня 1941)
- Лицарський хрест Залізного хреста (10 листопада 1943) — за досягнення під час війни: участь у 14 походах (разом 454 дні в морі), під час яких були потоплені 51 корабель загальною водотоннажністю 280 000 тонн, і триразовий порятунок своїх човнів від знищення.
- Фронтова планка підводника в бронзі (10 жовтня 1944)
- Знак танцювального спорту в золоті